# خولیو ماریا سانگوینتی
خولیو ماریا سانگوینتی (انگلیسی: Julio María Sanguinetti؛ زادهٔ ۶ ژانویهٔ ۱۹۳۶) یک سیاست‌مدار، روزنامه‌نگار و وکیل اهل اروگوئه است. وی در مجموع دو بار، بین سال‌های ۱۹۸۵ تا ۱۹۹۰ و ۱۹۹۵ تا ۲۰۰۰ به‌عنوان رئیس‌جمهور اروگوئه خدمت کرده است. او همچنین از سال ۱۹۶۹ تا ۱۹۷۱ وزیر بازرگانی و صنعت اروگوئه بوده است.